# Macgregorella indica
Macgregorella indica là một loài Rêu trong họ Fabroniaceae. Loài này được (Broth.) W.R. Buck miêu tả khoa học đầu tiên năm 1980.